# Belum
Belum község Németországban, Alsó-Szászországban, a Cuxhaveni járásban. Lakosainak száma 774 fő (2023. december 31.).